# The Adventure of Wisteria Lodge
The Adventure of Wisteria Lodge ou simplesmente Wisteria Lodge (A Aventura da Casa das Glicínias ou Vila Glicínia), é um conto de Sir Arthur Conan Doyle, protagonizado por Sherlock Holmes e Dr. Watson. Foi publicado pela primeira vez na Collier’s Weekly em Agosto de 1908, com 10 ilustrações de Arthur Twidle.

## Enredo
Scott Eccles, um britânico solteirão, é convidado por um homem de origem hispânica, identificado apenas como Garcia para passar uma noite em sua casa. No dia seguinte, Scott se surpreende ao acordar e perceber que a casa estava vazia, a princípio o homem desconfia que Garcia deu um golpe em seu senhorio, mas ao descobrir que o aluguel já está pago, desconfia de uma brincadeira de mal gosto, porém, depois de procurar o anfitrião e seus criados por toda Esher, descobre que há algo mais grave, e consulta Sherlock Holmes, só então se descobre o assassinato de Garcia, e a aparição de uma criatura imensa e assustadora na casa de Garcia, leva Sherlock e o inspetor Baynes a suspeitarem que alguém precisa desesperadamente recuperar um objeto nada comum na casa.
Para confundir ainda mais a cabeça de Scott e do trio de detetives, eis que surgem novos mistérios em toda a região, como a família Henderson e sua bela criada Mrs. Burnet, e a descoberta de um bilhete que pode dar uma esperança de esclarecer o caso. 

## Ligações Externas
- Vila Glicínia-conto completo e ilustrado em português.
- The Adventure of Wisteria Lodge-conto completo e ilustrado em inglês.
- El Pabellón Wisteria-conto completo e ilustrado em espanhol.